# Mus indutus
Mus indutus (Thomas, 1910) è un roditore della famiglia dei Muridi diffuso nell'Africa meridionale.

## Descrizione

### Dimensioni
Roditore di piccole dimensioni, con la lunghezza della testa e del corpo tra 45 e 65 mm, la lunghezza della coda tra 30 e 52 mm, la lunghezza del piede tra 13 e 16 mm, la lunghezza delle orecchie tra 8 e 12 mm e un peso fino a 8 g.

### Aspetto
La pelliccia è soffice. Le parti dorsali variano dal giallo-brunastro chiaro all'arancione-brunastro, con la base dei peli grigia, i fianchi sono più brillanti mentre le parti ventrali sono bianche. La linea di demarcazione lungo i fianchi è netta. Il muso è appuntito e rivestito di lunghe vibrisse. Le orecchie sono brunastre ed arrotondate, una piccola macchia bianca è presente alla loro base posteriore. Gli arti sono brevi, le zampe sono bianche. La coda è lunga circa quanto la testa ed il corpo, è chiara sopra e bianca sotto. Le femmine hanno due paia di mammelle pettorali e due inguinali. Il cariotipo è 2n=36 FN=36-37.

## Biologia

### Comportamento
È una specie notturna e terricola. Si rifugia in buche nel terreno dove costruisce nidi sferici con erba soffice ed altre fibre naturali. Sono frequenti fluttuazioni periodiche nella popolazione. È molto aggressiva con i suoi consimili e sono stati riportati casi di cannibalismo in cattività.

### Alimentazione
Si nutre di semi d'erba, in particolare di Acacia, materiale vegetale e insetti. 

### Riproduzione
Le femmine danno alla luce 2-8 piccoli alla volta. Si riproduce in qualsiasi periodo dell'anno.

## Distribuzione e habitat
Questa specie è diffusa nell'Africa meridionale.
Vive in diversi ambienti associati alle savane semi-aride a circa 1.000 metri di altitudine.

## Tassonomia
Sono state riconosciute 4 sottospecie:
- M.i.indutus: Provincia sudafricana del Capo Settentrionale, Botswana, Zimbabwe occidentale;
- M.i.pretoriae (Roberts, 1926): Province sudafricane del Limpopo, Mpumalanga, Gauteng e del Nordovest;
- M.i.sybilla (Thomas, 1918): Angola sud-occidentale, Namibia settentrionale;
- M.i.valschensis (Roberts, 1926): Provincia sudafricana del Free State settentrionale.

## Conservazione
La IUCN Red List, considerato che questa specie è ampiamente diffusa ed estremamente abbondante, con esplosioni demografiche periodiche, classifica M.indutus come specie a rischio minimo (Least Concern).